# Brachyclytus singularis
Brachyclytus singularis är en skalbaggsart som beskrevs av Ernst Gustav Kraatz 1879. Brachyclytus singularis ingår i släktet Brachyclytus och familjen långhorningar. Inga underarter finns listade.